# Arbuscula alopecura
Arbuscula alopecura là một loài rêu trong họ Neckeraceae. Loài này được (Hedw.) H.A. Crum, Steere & L.E. Anderson mô tả khoa học đầu tiên năm 1964.